# Михайло Ждан
Михайло-Богдан Ждан (13 липня 1906, село Коровиця Голодівська Любачівського повіту, Галичина — 25 липня 1975, м. Клівленд, штат Огайо, США) — український історик. Дійсний член Наукового товариства імені Шевченка та Української вільної академії наук.

## Життєпис
Закінчив українську гімназію в місті Перемишль (нині Польща), 1931 здобув ступінь магістра у Львівському університеті. Учителював, зокрема 1942—1944 — у 2-й українській гімназії Львова. 1944 виїхав до Німеччини, перебував у таборах для переміщених осіб (1945 у місті Траунштайн організував і очолив українську гімназію). Від 1950 — у США: директор курсів українознавства у місті Клівленд; 1963—1975 — співробітник часопису «Український історик». Досліджував історію взаємин Київської Русі з Золотою Ордою, українське середньовіччя, проблеми української історіографії та біографістики. Написав близько 120-ти статей для «Енциклопедії українознавства».

### Праці
- «Stosunki litewsko-tatarskie za czasów Witolda», w. ks. Litwy // «Ateneum Wilenskie», 1931, t. 7, № 3—4;
- «The Dependance of Halych-Volyn' Rus' on the Golden Horde» // «Slavonical and East European Review», 1957, № 85;
- «Перший напад татар на Україну» // «Визвольний шлях», Лондон, 1961, № 7—9;
- «До питання про залежність Галицько-Волинської Русі від Золотої Орди». Мюнхен; Нью-Йорк, 1968;
- «Україна під пануванням Золотої Орди» // «Український історик», 1970, № 1/3, 4; 1971, № 1/2, 3/4;
- «Романовичі і Німецький Хрестоносний орден» // Там само, 1973, № 3/4;
- «Княжа доба в інтерпретації радянських істориків» // Там само, 1977, № 1/2.